# A Carroça de Feno
A Carroça de Feno – originalmente intitulado Paisagem: meio-dia – é uma pintura de John Constable, concluída em 1821, que retrata uma cena rural no rio Stour entre os condados ingleses de Suffolk e Essex. Ele está pendurado na National Gallery em Londres e é considerado como "a imagem mais famosa de Constable" e uma das maiores e mais populares pinturas inglesas.
A pintura mede 130,2 cm × 185,4 cm.